# Sarısaltık
Sarısaltık, zazaisch Dêrık ist ein Dorf (Köy) im Landkreis Hozat der Provinz Tunceli. Im Jahr 2011 hatte der Ort Dêrık 53 Einwohner. Die Bewohner des Dorfes sind alevitische Zazas, die vom Bahtiyar-Stamm abstammen. Die Provinzhauptstadt liegt 56 km und die Stadt Hozat 8 km entfernt.
Die lokale Wirtschaft basiert auf Landwirtschaft und Viehzucht.
| Bevölkerungsentwicklung | Bevölkerungsentwicklung |
| ----------------------- | ----------------------- |
| 2011                    | 53                      |
| 2007                    | 27                      |
| 2000                    | 32                      |
| 1997                    | 62                      |